# Мандић Село
Мандић Село је насељено место на Кордуну, у саставу општине Војнић, Карловачка жупанија, Република Хрватска.

## Историја
Мандић Село се од распада Југославије до августа 1995. године налазило у Републици Српској Крајини.

## Становништво
Мандић Село је према попису из 2011. године имало 65 становника.

### Број становника по пописима
| Националност   | 2001. | 1991. | 1981. | 1971. | 1961. | 1953. | 1948. | 1931. | 1921. | 1910. | 1900. | 1890. | 1880. | 1869. | 1857. |
| бр. становника | 94    | 134   | 176   | 243   | 277   | 279   | 250   | 283   | 255   | 234   | 237   | 232   | 211   | 227   | 200   |

- напомене:

До 1971. исказивано под именом Мандић-Село.

### Национални састав
| Националност       | 2001.       | 1991.       | 1981.        | 1971.        | 1961.        |
| Срби               | 60 (63,82%) | 95 (70,89%) | 122 (69,31%) | 174 (71,60%) | 191 (68,95%) |
| Хрвати             | 29 (30,85%) | 19 (14,17%) | 41 (23,29%)  | 62 (25,51%)  | 86 (31,04%)  |
| Југословени        | 0           | 15 (11,19%) | 13 (7,38%)   | 6 (2,46%)    | 0            |
| остали и непознато | 5 (5,31%)   | 5 (3,73%)   | 0            | 1 (0,41%)    | 0            |
| Укупно             | 94          | 134         | 176          | 243          | 277          |